# Vlag van bisdom Breda

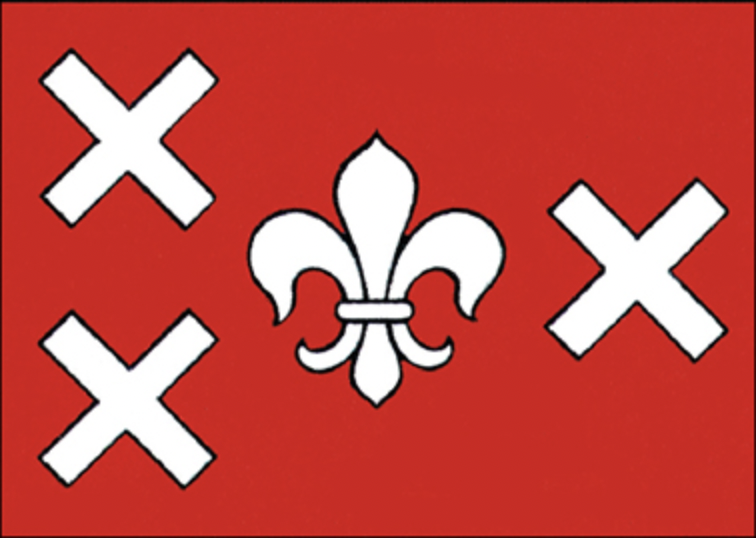
De vlag van het bisdom
(officieus)

De vlag van het bisdom Breda is tegelijkertijd met het wapen vastgesteld en daarvan afgeleid. Het is rood, met op het midden een witte lelie, vergezeld van twee witte Sint-Andrieskruizen bij de broeking en van een Sint-Andrieskruis bij de vluchtzijde. De vlag is bestemd om bij rooms-katholieke kerkelijke feesten te worden gebruikt om de identiteit van het bisdom Breda uit te dragen. De vlag is niet bij de Hoge Raad van Adel gesteld en kan daarom niet als officieel beschouwd worden. Die eer viel wel te beurt aan de vlag van bisdom Rotterdam, die in 2004 bij de Raad geregistreerd werd.

## Verwante symbolen

Het wapen van bisdom Breda
De vlag van Breda